# Episodi di Alvinnn!!! e i Chipmunks (quarta stagione)
La quarta stagione della serie animata Alvinnn!!! e i Chipmunks è composta da 26 episodi in onda dal 2 luglio 2019.
In Italia è in onda dal 2019 su Nick Jr. e dal 2020 sul canale televisivo K2.
| nº | Titolo originale                | Titolo italiano                | Prima TV USA      | Prima TV Italia   |
| -- | ------------------------------- | ------------------------------ | ----------------- | ----------------- |
| 1  | The Toy                         | Il pupazzo                     | 20 giugno 2019    | 2 settembre 2019  |
| 1  | Bloodline                       | Legami di sangue               | 5 gennaio 2020    | 2 settembre 2019  |
| 2  | Theodore's Calling              | La vocazione di Theodore       | 27 luglio 2019    | 3 settembre 2019  |
| 2  | Clumsy Jeanette                 | Goffaggine                     | 27 luglio 2019    | 3 settembre 2019  |
| 3  | Adventures in Babysitting       | Babysitter con sorpresa        | 10 agosto 2019    | 4 settembre 2019  |
| 3  | Alvin's Assistant               | L'assistente personale         | 10 agosto 2019    | 4 settembre 2019  |
| 4  | Mysterions                      | Mysterion                      | 17 agosto 2019    | 5 settembre 2019  |
| 4  | The Crow That Ate My Homework   | Tutta colpa del corvo          | 17 agosto 2019    | 5 settembre 2019  |
| 5  | Simon Says                      | Simon dice sempre sì           | 21 ottobre 2019   | 6 settembre 2019  |
| 5  | Sing Like a Canary              | Cantare come un usignolo       | 21 ottobre 2019   | 6 settembre 2019  |
| 6  | Pirates Life                    | Vita da pirata                 | 22 ottobre 2019   | 7 settembre 2019  |
| 6  | World Record                    | Il record del mondo            | 22 ottobre 2019   | 7 settembre 2019  |
| 7  | Tour Bus                        | Il tour Bus                    | 23 ottobre 2019   | 16 dicembre 2019  |
| 7  | Game Show                       | Il gioco televisivo            | 23 ottobre 2019   | 16 dicembre 2019  |
| 8  | Alvin Management                | Gestire Alvin                  | 24 ottobre 2019   | 17 dicembre 2019  |
| 8  | The Time Capsule                | La capsula del tempo           | 24 ottobre 2019   | 17 dicembre 2019  |
| 9  | Munk vs Machine                 | Theodore la belva              | 25 ottobre 2019   | 18 dicembre 2019  |
| 9  | Shack Magic                     | Il capanno magico              | 25 ottobre 2019   | 18 dicembre 2019  |
| 10 | Big Bro Theodore                | Theodore il fratellone         | 10 novembre 2019  | 19 dicembre 2019  |
| 10 | No Putts, No Glory              | Fiducia in se stessi           | 10 novembre 2019  | 19 dicembre 2019  |
| 11 | Granny Awards                   | I Granny Awards                | 17 novembre 2019  | 20 dicembre 2019  |
| 11 | Sick Day                        | Un brutto raffreddore          | 17 novembre 2019  | 20 dicembre 2019  |
| 12 | The Exchange Student            | Lo studente straniero          | 24 novembre 2019  | 21 dicembre 2019  |
| 12 | Crystal Ball Birthday           | La sfera di cristallo          | 24 novembre 2019  | 21 dicembre 2019  |
| 13 | Artsy Smartsy                   | Simon e l'arte                 | 1º dicembre 2019  | 22 dicembre 2019  |
| 13 | The Crush                       | La cotta                       | 1º dicembre 2019  | 22 dicembre 2019  |
| 14 | Best in Shoe                    | Nelle scarpe di un altro       | 8 dicembre 2019   | 6 luglio 2020     |
| 14 | Royal Pain                      | La principessa scomparsa       | 8 dicembre 2019   | 6 luglio 2020     |
| 15 | Between a Rope and a Hard Place | Un allenamento speciale        | 12 gennaio 2020   | 7 luglio 2020     |
| 15 | World Day                       | Il giorno del mondo            | 19 gennaio 2020   | 7 luglio 2020     |
| 16 | Allergic Reaction               | Reazione allergica             | 26 gennaio 2020   | 8 luglio 2020     |
| 16 | Lice-enced to Teach             | Licenza di insegnare           | 2 febbraio 2020   | 8 luglio 2020     |
| 17 | Animal House Party              | Una festa movimentata          | 16 febbraio 2020  | 9 luglio 2020     |
| 17 | Dr. Zap vs Electroboy           | Dottor Zap contro Electroboy   | 23 febbraio 2020  | 9 luglio 2020     |
| 18 | Mega Bounce Battle              | La mega battaglia del rimbalzo | 1º marzo 2020     | 10 luglio 2020    |
| 18 | Gossip Guy                      | Il giornale scolastico         | 1º marzo 2020     | 10 luglio 2020    |
| 19 | Chimpmania                      | Una scimmia da salvare         | 21 settembre 2020 | 13 luglio 2020    |
| 19 | Dad Jokes                       | Le battute di papà             | 21 settembre 2020 | 13 luglio 2020    |
| 20 | The Chosen Chipmunk             | Il chipmunk prescelto          | 22 settembre 2020 | 14 luglio 2020    |
| 20 | Double Dangus                   | Dangus al quadrato             | 22 settembre 2020 | 14 luglio 2020    |
| 21 | Last Day of Summer              | L'ultimo giorno d'estate       | 23 settembre 2020 | 28 settembre 2020 |
| 21 | The Littlest Robot              | Un robot emotivo               | 24 settembre 2020 | 28 settembre 2020 |
| 22 | You Troll                       | Ehi, Troll                     | 7 novembre 2020   | 29 settembre 2020 |
| 22 | Life of the Party               | L'anima della festa            | 7 novembre 2020   | 29 settembre 2020 |
| 23 | Sick As a Chipmunk              | Malate per finta               | 14 novembre 2020  | 30 settembre 2020 |
| 23 | Instant Gram                    | Instant Gram                   | 14 novembre 2020  | 30 settembre 2020 |
| 24 | Of Mice and Munks               | Topolini e scoiattoli          | 21 novembre 2020  | 1⁰ ottobre 2020   |
| 24 | Simon Saves the World           | Simon salva il mondo           | 21 novembre 2020  | 1⁰ ottobre 2020   |
| 25 | Geizmo's Day Out                | Un giorno con lo zio Alvin     | 22 febbraio 2021  | 2 ottobre 2020    |
| 25 | Unbored                         | Basta noia!                    | 22 febbraio 2021  | 2 ottobre 2020    |
| 26 | A Very Merry Chipmunk Part 1    | Buon Natale dai Chipmunk       | 12 dicembre 2020  | 25 dicembre 2020  |
| 26 | A Very Merry Chipmunk Part 2    | Buon Natale dai Chipmunk       | 12 dicembre 2020  | 25 dicembre 2020  |

## Il pupazzo
A un anno dalla perdita del suo pupazzo-sosia, T2, Theodore è molto triste, ma all'improvviso riceve un pacco inatteso: è il pupazzo che aveva perso. All'apice della gioia, passa ogni momento libero con lui, ma inizia a pensare che quel pupazzo sia vivo. Dopo lunghe indagini insieme ai suoi fratelli, scoprono che a renderlo vivo è stata Jeanette, che glielo aveva ritrovato, ma era talmente malridotto che lo aveva mandato a riparare da una brava giocattolaia, la quale però aveva fatto un piccolo errore. Infine, Theodore ringrazia Jeanette per aver riparato il suo pupazzo-sosia.

## Legami di sangue
Alvin vuole far fare il test del DNA a Dave, per scoprire se magari è sovrano di qualche nazione. Però Dave non lo vuole, ma lui riesce a prelevargli un campione di saliva mentre dorme. Quando arrivano i risultati, però, scopre che è imparentato con Jack lo Squartatore e, pensa che l'antenato di Dave, è un assassino. Così, decide di chiamare l'agente Dangus per ritrovare il padre che è venuto a riprendersi i coltelli dalla signorina Miller. Dangus vede che Dave e Miller si sono inciampati e ricoperti di marmellata e lo spruzza con uno spray al peperoncino. Fortunatamente, scopre che era stato solo uno scambio di campioni in laboratorio.

## La vocazione di Theodore
Ognuno dei Chipmunk ha una passione, ma Theodore non sa quale sia la sua. Così, sul suggerimento della signora Croner, risponde ad alcune domande su un sito internet, che lo aiuterà a individuare la sua vocazione. Peccato che a quelle domande che risponde Alvin secondo i suoi gusti, facendo ritrovare il fratellino a fare le esperienze più assurde. Solo quando la signora Croner si rompe una caviglia, Theodore scopre che la sua vera vocazione è aiutare gli altri e che ci riesce anche molto bene.

## Goffaggine
Jeanette ultimamente è molto maldestra e combina un sacco di guai. Ha mandato a monte già due concerti e Alvin non vuole rischiare che la sua goffaggine crei altri disastri. Quando ci si mette anche Simon, Alvin inizia a pensare che la goffaggine sia contagiosa e rinchiude i due in una gabbia. Alla fine, scopre che non erano maldestri, ma avevano solo gli occhiali invertiti.

## Babysitter con sorpresa
Alvin perde una scommessa contro Bocarter ed è costretto a fare da babysitter al suo fratellino, Neville. Ma come al suo solito, inganna Theodore e lo convince a farlo al suo posto. Neville è un bambino molto viziato e, pur di avere sempre con lui il suo nuovo migliore amico, lo accusa di aver rubato i gioielli della mamma. Alla fine, Neville si convince a dire la verità e Theodore può tornare a casa, rendendo subito il favore ad Alvin.

## L'assistente personale
Kevin vuole far parte del mondo della musica e Alvin gli dice che facendo da suo assistente personale gli avrebbe insegnato tutto il necessario.

## Mysterion
Alvin e Simon creano un loro raduno su i Mysterion senza farsi vedere da Theodore, ma lui sbircia e riesce a entrare a patto che non lo dica a nessuno.

## Tutta colpa del corvo
Alvin vuole andare a un parco acquatico dei divertimenti e Dave gli dice che ci andrà a patto che non prenda un voto inferiore alla B.

## Simon dice sempre sì
Alvin pensa che Simon sia troppo prudente ma lui non sa che cerca solo di proteggerlo dai guai che combina. Simon decide di fare un esperimento: diventerà spericolato come lui per farlo ragionare.

## Cantare come un usignolo
Theodore da da mangiare dei semi di girasole ad un uccelino che si trova sul albero di sotto nella sala delle prove dave chiede a simon dove theodore e simon dice quello che fa ma dave dice che devono sbrigarsi perche tra due giorni avranno un concerto ma al improviso il telefono squilla e l ' organizzatore dei concerti che rivela urlando che alvin ha mandato una lista di  richieste super folli e cosi ammatito che chiude il telefono in facciaa dave e poi dave chiama alvin e gli chiede della lista di richieste alvin dice che voleva fare come le altre celebrita anche se dave dice che loro non lo fanno e rivella che l ' organizzatore va bene se simon e theodore si esibiscono senza di lui e ma alvin crede che stia bleffando e vuole che sia l ' organizzatore a scusarsi cosi simon e theodore fanno le prove senza alvin e cantano questo sabato con uccellino sul albero  sente  il giorno dopo dave chiede ad alvin di fare le prove ma prima alvin deve le scuse al organizzatore  ma riceve telefonate  solo da molti altri cosi simon e theodore fanno le prove senza alvin ma sentono una voce cantare e si scopre che e l ' uccelino sul albero che sa cantare il giorno dopo dave , simon e theodore con l ' uccelino danno ad alvin un ultima possibilità e si scopre che hanno chiamato l ' uccelino lolly ma alvin rifiuta e scopre che stanno mentendo la sera del concerto dave , simon  , theodore , le chippets insieme a lolly vanno alla sala concerti ma alvin li segue travestito non stanmemte ha detto di non voler andare e quando tornano fa finta di parlare al telefono  il giorno seguente a casa seville diversi giornalisti chiedono ad alvin come mai e stato rimpiazzato da lolly e dicono che alcuni ipotizzino che abbia perso la voce ma quando alvin cerca di farli vedere che sa ancora cantare lolly ruba la scena e in un montaggio presto la band cambia nome lolly e i chipmunks e in breve tempo lolly diveta famosa e dopo un altro concerto dice a simon e a theodore che avra uno stormo di piccioni e formera una band tutta sua ma ha un brutto sogno ma il giorno dopo alvin non c ' e la fa piu a pensare che un uccelo gli abbia rubato la band , la fama e i concerti cosi va nella foresta poi dave , simon , theodore , le chippets e lolly vanno ad un altro concerto e mentre simon , theodore , le chippets e lolly cantano appare alvin e rivella a  tutti che e stuffo che lolly abbia rubato la fama ma invece di ritirare la sua lista di richieste e andato nella foresta per catturare tre animali super feroci un puma , un orso e un lupo per una sua band super fantastica  ma i tre carnivori attaccano brutalmente e selvaggiamente alvin mentre dave , simon , theodore , le chippets , lolly e il pubblico lo guardano inorriditi dopo che i tre carnivori scappano alvin e ridotto in condizzioni malisime e perde sangue e dave chiama un ambulanza dopo due settimane alvin si sveglia dal coma in ospedale circondato da dave , simon , theodore e  le chippets e chiede cosa è successo  e il dottore dice che e riuscito a sopravvivere al attaco di tre animali carnivori  e alvin chiede dove  lolly simon , theodore  e le chippets spiegano che hanno scoperto che lolly non e un uccellino selvatico in realtà a un padrone che e andatto in vacanza e non poteva portare lolly  e in questo tempo era scappata e dopo averla vista in tv ha deciso di riportarla a casa e anche che e una loro grande fan ed e il motivo per cui conosceva è cantava  le canzoni e alvin finalmente ritira la sua lista e visto che lolly sene andata percio e tornato .

## Vita da pirata
In casa dei Chipmunks in assenza di Dave entrano dei pirati che vogliono vedere lo scrigno del tesoro dell'uomo, e loro proveranno a impedirglielo.

## Il record del mondo
I Chipmunks e le Chipettes competono per stabilire un record mondiale per vincere un nuovo visore per la realtà virtuale.

## Il tour Bus
Alvin convince Dave a prendere un bus come tutte le star perché la macchina di quest'ultimo è troppo piccola per mettere tutti gli strumenti musicali.

## Il gioco televisivo
Alvin, Simon e Theodore partecipano a uno show televisivo chiamato "Boom", ma il gioco sarà molto pericoloso.

## Gestire Alvin
Dave va da una psicologa per spiegarle della sua rabbia sfrenata contro Alvin.

## La capsula del tempo
A scuola viene fatta una nuova capsula del tempo e la sostituiscono con un'altra di molti anni prima, ma la signorina Smith e Dave non vogliono che venga aperta.

## Theodore la belva
I Chipmunks e le Chipettes competono in un torneo di dodgeball, ma nessuno si aspetta che Theodore sia la loro arma segreta.

## Il capanno magico
Theodore scopre un capanno che si riempie di continuo di roba nuova.

## Theodore il fratellone
Dopo aver sentito erroneamente in una telefonata che Dave diceva che Theodore è il fratello maggiore, lui si comporta da fratello maggiore con Alvin e Simon.

## Fiducia in se stessi
Alvin prova a dare un po' di fiducia a Theodore, facendogli credere di essere bravo nel mini golf, cosa che gli si ritorce contro quando Theo si iscrive a un torneo.

## I Granny Awards
Dave è emozionato quando riceve un Granny, ma in realtà è un premio per i "vecchi rocker quasi dimenticati". Dopo che i Chipmunks e le Chipettes lo sapranno, proveranno a impedirgli di andare alla premiazione.

## Un brutto raffreddore
Per andare a una convention di una serie famosa, Alvin si finge malato insieme a Kevin per non andare a scuola.

## Lo studente straniero
Quando uno studente straniero viene momentaneamente a casa Seville, racconta una storia spaventosa che fa pensare ai Chipmunks che Dave sia in pericolo.

## La sfera di cristallo
In procinto del suo compleanno, Brit cerca di fare una festa a sorpresa per lei, in quanto le sorelle non vogliono dopo l'anno precedente, ma le due amiche Amber ed Annie, impietosite, la aiutano.

## Simon e l'arte
Simon è imbranato nell'arte e Theodore cerca di aiutarlo a fare un bel dipinto.

## La cotta
Simon scopre che la loro babysitter è la ragazza che gli ha insegnato al campo di scienze e quella per cui si era presa una cotta.

## Nelle scarpe di un altro
Il signor Dotson dice ad Alvin che se riuscirà a fingere di essere un calzolaio di corte per 2 settimane per una recita scolastica sarà il protagonista della recita successiva. Questo infastidisce Brittany, perché le era stato promesso che sarebbe stata lei la protagonista della recita successiva.

## La principessa scomparsa
Brittany schiavizza le sorelle per avere dei momenti di riposo e cura. Quando Jeanette deve leggerle una rivista. Brittany si convince di essere la principessa scomparsa e non solo, gli fa vedere a Janette una cicatrice a forma di cuore sulla pianta del piede destro mentre muove le dita del piede su e giù, poi le racconta di una principessa scomparsa e Brit inizia a raccontare a tutti di essere ella.

## Un allenamento speciale
Il coach Dobkins porta Theodore e Cheesy a fare un allenamento speciale, perché loro sono molto scarsi nello sport.

## Il giorno del mondo
Nella classe dei Chipmunks e delle Chipettes c'è la settimana sui Paesi del Mondo e Alvin vuole scambiare il suo Paese con qualcuno per non fare la presentazione di quel Paese innominabile, probabilmente l'Uzbekistan.

## Reazione allergica
Eleonore e Theodore si esercitano a cucinare una torta in meno tempo possibile per vincere una gara di torte, ma dopo aver mangiato la torta Theo ha una reazione allergica e il dottore dice che non può più mangiare le cose piene di carboidrati e zuccheri.

## Licenza di insegnare
Dave insegna per alcuni giorni ai Chipmunks e alle Chipettes, perché la scuola è stata chiusa per 3 giorni a causa di un'infestazione di pidocchi. Ma Alvin va sempre in bagno, Brit e Eleonore truccano Dave, Theodore vuole fare sempre merenda e Simon e Jeanette stanno attenti ai loro esperimenti chimici.

## Una festa movimentata
Dave deve andare fuori per il weekend e, con un errore, Alvin dice alla signorina Miller di non venire a fargli da babysitter.

## Dottor Zap contro Electroboy
Colpito da un fulmine arrabbiato, Theodore crede di essere diventato come il supereroe Electroboy. Ma poi Alvin e Simon gli dicono che quello ad essere stato colpito da un fulmine è l'avversario di Electroboy, il supercattivo Dottor Zap.

## La mega battaglia del rimbalzo
I Chipmunks vogliono giocare a un gioco, La mega battaglia del rimbalzo, ma Dave glielo impedisce. Alvin mente ai fratelli ma dopo che giocano si fanno male: Alvin ha perso un dente, gli occhiali di Simon si sono rotti e Theo sembra che abbia perso la memoria e che parli con l'accento inglese.

## Il giornale scolastico
Il giornale scolastico diventa pieno di foto che mettono in imbarazzo i ragazzi della scuola e tutti credono che sia stato Theodore a scrivere quegli articoli.

## Una scimmia da salvare
Dopo essersi schiantata contro un bidone della spazzatura con la sua bicicletta, Jeanette scopre che gli Humphrey tengono rinchiusa una scimmietta e decide di fare un'incursione nella loro casa con Alvin e Simon per riprendere l'animale. Ma rapiscono per sbaglio Neville, che lo aiutano per recuperare la scimmia. Così la portano a casa e poi notano che c'è l'agente Dangus che vuole chiedere a Dave del cucciolo rapita. Infatti, i Chipmunks decidono di portarla nella casa sull'albero e lasciano accidentalmente il pannolino della scimmia, facendo vomitare il poliziotto. Tuttavia, Jeanette chiama la veterinaria per chiedere di riportare la scimmia in Africa.
Sfortunatamente, Bocarter scopre l'accaduto e confisca la scimmia per riportala a casa sua. Fortunatamente, l'agente Dangus vuole assolutamente di lasciare libera la scimmia invece di tenerla. Alla fine, i Chipmunks e le Chipettes riportano il cucciolo in Africa con l'aiuto della veterinaria.

## Le battute di papà
Dave deve partecipare ad uno spettacolo a scuola, ma Alvin teme che le battute che dirà non faranno ridere.

## Il chipmunk prescelto
Con un visore virtuale creato da Simon, Alvin si catapulta in un mondo di fate ed è il prescelto che dovrà sconfiggere un cattivo che ha catturato tutte le fate tranne una che lo guiderà in questa missione.

## Dangus al quadrato
In città arriva Dirk, il fratello dell'agente Doris Dangus.

## L'ultimo giorno d'estate
È l'ultimo giorno di scuola, e Alvin ha organizzato una lista di cose da fare per lui e la sua famiglia durante l’estate, ma passa tutta l’estate a giocare ai videogiochi. Infatti, si accorge che mancano solo due giorni all’inizio della scuola e vuole fare tutte le cose che aveva messo nella lista in un giorno. Così Dave, i Chipmunk e le Chipettes passano la loro estate sulla spiaggia. Dopo il divertimento, l'ultima lista che Alvin ha programmato, è quello del campeggio. Infatti, decide di tuffarsi in cima della cascata. Sfortunatamente, viene precipitato nel fiume, Però, viene salvato da Dave, e alla fine, arriva l'elicottero che vengono a salvarli. Infine, I Chipmunks e le Chipettes ritornano a scuola.

## Un robot emotivo
Simon crea un robot che chiama Geizmo a cui cerca di dare emozioni, quindi gli mette un programma sui sentimenti per farglielo apprendere, ma il robot cambia per sbaglio programma mettendone uno sui ladri e va a rubare nelle case degli altri durante la notte.

## Ehi, Troll!
I Chipmunks e le Chipettes vedono dei commenti negativi su un video di Dave che canta e suona e cercano in tutti i modi di non farglieli leggere.

## L'anima della festa
Bocarter ha invitato tutta la classe alla sua festa di compleanno tranne Alvin, Simon, Theodore, Kevin e Cheesy, che si imbucheranno alla festa.

## Malate per finta
Eleonore è stufa delle lamentele e delle richieste della sorella Brittany, la quale è malata. Quando lei e Jeanette le dicono che sembra più prepotente che grata e Brittany dice loro che se fossero malate si prenderebbe cura di loro, decidono di fingersi malate per vedere se lo avrebbe fatto davvero.

## Instant Gram
Alvin è geloso di Dave che sui social è più popolare di lui.

## Topolini e scoiattoli
Simon e Jeanette si iscrivono a un corso di scienze. Simon dovrà tenere in casa una tarantola, ma Alvin la perde. Jeanette, invece, un topo che dovrà essere mangiato da un serpente. Però le sue sorelle, si affezionano e decidono di chiamarla Pippi. Il giorno dopo a scuola, Bocarter confisca la scatola di Jeanette con dentro il topo e, per essere lasciato in pace, rinchiude la ragazza e Simon nell'armadietto. Fortunatamente, Bocarter viene attaccato da una tarantola e Cheesy dice a Simon e Jeanette di aver dato al serpente il topo. Infatti, La ragazza se ne va piangendo, ma scopre che Pippi è salva e Cheesy dice che tutti si sono distratti e così ha preso il topo finto è l'ha dato al rettile.

## Simon salva il mondo
Simon sta lavorando a un'invenzione che ha messo all'interno della lavatrice, ma, quando va in camera sua, si dimentica di chiudere la porta e l'invenzione inizia a fare effetto. Mentre Simon è di sopra con i suoi fratelli, inizia a rendersi conto che qualcosa non va quando il tempo inizia a tornare indietro. Allora, Simon spiega ad Alvin e Theodore che, per evitare che questo succeda all'infinito, l'unico modo è spegnere l'invenzione, ma per farlo avranno solo 53 secondi prima che il tempo torni indietro e si ritrovino in camera loro. Inoltre, l'invenzione causa anche effetti sulla gravità, rendendo ancora più difficile arrivare a essa. Quando finalmente i Chipmunks riescono ad arrivare nello scantinato, dove si trova la lavatrice, trovano una specie di loro cloni. Simon allora spiega che non si devono assolutamente far toccare da loro: per esempio, se Alvin toccasse il clone di Theodore, Theodore verrebbe cancellato dalla faccia della Terra e nessuno si ricorderebbe più di lui, come se non fosse mai esistito. I tre tornano nello scantinato a combattere con i cloni per raggiungere l'invenzione, finché Theodore non stacca la spina e pone fine a tutta quella situazione.

## Un giorno con lo zio Alvin
Simon parte per un campeggio ecosostenibile e affida il suo robot Geizmo a Jeanette come babysitter. Ma Alvin lo rapisce e decide di farsi chiamare "Zio Alvin". Infatti, Simon lo scopre e decide di diminuire gli anni del robot, così che presto il protagonista sarà obbligato a fare ciò che dice Geizmo. Alla fine, l'ultima richiesta del robot è di dormire fuori casa, nella tenda con Alvin, facendolo impazzire.

## Basta noia!
Alvin passa troppo tempo con il suo cellulare, finché Dave lo sequestra e gli dice che lo riavrà solo quando si sarà divertito senza. Infatti, il ragazzo impazzisce e i suoi fratelli decidono di aiutarlo, ma, invece, Alvin si annoia troppo. Alla fine, il protagonista scopre un nuovo gioco con la palla da tennis e così il trio si diverte un sacco. Tuttavia, Dave chiede ad Alvin di restituire il cellulare, però il ragazzo dice di metterlo in carica.

## Buon Natale dai Chipmunk
- Prima parte

È il primo giorno delle vacanze di Natale e Theodore e Alvin sono in giro a fare buone azioni. Però, il fratello maggiore desidera tanto un videogioco. All'improvviso, arriva un elfo che scambia Theodore per un suo simile, siccome è travestito da folletto. Allora fa un patto con Alvin: gli regalerà il videogioco che tanto desidera e, in cambio, porterà Theodore al Polo Nord. Alvin crede che sia uno scherzo e accetta, ma si rende conto della sua azione solo quando arriva una slitta che porta via Theodore. Intanto, l'elfo ha addormentato Dave, che cercava di riprendersi Theodore, e Alvin e Simon non riescono a svegliarlo in nessun modo. Theodore lavora giorno e notte nella fabbrica di Babbo Natale e tenta invano di spiegare all'elfo che lui non è uno di loro. Quando finalmente lo convince, l'elfo mostra a Theodore il contratto firmato da Alvin, e il piccolo si sente barattato per un giocattolo.
- Seconda parte

Nel frattempo, l'agente Dangus va a casa dei Chipmunk per sapere dov'è Dave, dato che alle prove per lo spettacolo, per cui dovrebbe comporre una canzone, non si è mai presentato. Alvin e Simon cercano di convincerlo che sta solo dormendo, ma, quando il telecomando per il lettino che hanno creato per Dave si distrugge, Alvin e l'agente si ritrovano su un lettino impazzito e girano per tutta la città finché non riescono a fermarlo. Intanto, Theodore è molto stanco e si ammala, così Babbo Natale decide di portarlo a casa in slitta e gli mostra che Alvin si è pentito di ciò che ha fatto. Arrivati al concerto, i Chipmunks e le Chipettes non sanno cosa fare senza Dave, finché non arriva Babbo Natale, che lo risveglia, completa la canzone per il concerto e restituisce Theodore alla sua famiglia. Lo spettacolo è un successo e tutti passano un bellissimo Natale.